# پنگوئن کاکل‌سیمی
پنگوئن کاکل‌سیمی (نام علمی: Eudyptes robustus) هم چنین به عنوان اسنارس (به انگلیسی: Snares) شناخته می‌شود، گونه‌ای پنگوئن نیوزلندی است. قد آن‌ها ۷۰-۵۰ سانتی متر و وزن آن‌ها ۵٫۴-۲ کیلوگرم (۵٫۵-۸٫۸ پوند) است. آن‌ها در جزایر جنوبی نیوزلند زندگی می‌کنند.